# Panurginus alticolus
Panurginus alticolus är en biart som beskrevs av Morawitz 1876. Panurginus alticolus ingår i släktet bergsbin, och familjen grävbin. Inga underarter finns listade i Catalogue of Life.